# Frank Wiegand
Frank Wiegand (* 15. März 1943 in Annaberg) ist ein ehemaliger DDR-Schwimmsportler des SC Einheit Dresden, der von 1960 bis 1968 zu den weltbesten Freistilschwimmern gehörte. Bei den Olympischen Spielen 1964 und 1968 gewann er vier Silbermedaillen.

## Werdegang

### Schwimmkarriere

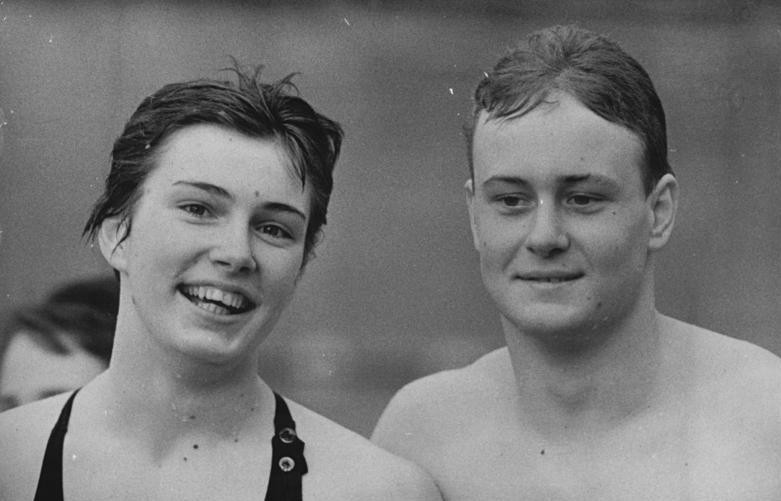
Ute Noack und Frank Wiegand, 1962

Sein erfolgreichstes Jahr war 1966: Bei den Europameisterschaften in Utrecht wurde er dreifacher Sieger und stellte am 25. August mit 4:11,1 Minuten einen neuen Weltrekord über 400 Meter Freistil und einen neuen Europarekord über 400 Meter Lagen auf. Dafür wurde er im gleichen Jahr zum DDR-Sportler des Jahres gewählt.

#### Weitere sportliche Erfolge
- 1959 – erstmals DDR-Meister auf der 400-Meter-Freistilstrecke
- 1960 – Olympischen Spiele in Rom: Siebenter mit der 4-mal-200-Meter-Freistilstaffel; drei DDR-Rekorde
- 1962 – Europameisterschaften in Leipzig: Dritter über 400 Meter Freistil; Sieger mit der 4-mal-100-Meter-Lagenstaffel (mit Jürgen Dietze, Egon Henninger und Horst-Günter Gregor)
- 1964 – Drei Silbermedaillen bei den Olympischen Spielen in Tokio: 400 Meter Freistil, 4-mal-100-Meter-Freistilstaffel (mit Horst Löffler, Uwe Jacobsen und Hans-Joachim Klein), 4-mal-200-Meter-Freistilstaffel (mit Horst-Günther Gregor, Gerhard Hetz, Hans-Joachim Klein)
- 1966 – Europameisterschaften in Utrecht: Sieger über 400 Meter Freistil, 400 Meter Lagen, 4-mal 100 Meter Freistil (mit Udo Poser, Horst-Günter Gregor und Peter Sommer); Silbermedaille über 4-mal 200 Meter Freistil (mit Horst-Günter Gregor, Alfred Müller, Udo Poser) und über 4-mal 100 Meter Lagen (mit Jürgen Dietze, Egon Henninger und Horst-Günther Gregor).
- 1967 – Weltrekord über 4-mal 100 Meter Lagen in 3:56,5 min (Leipzig, 7. November)
- 1968 – Olympischen Spiele in Mexiko-Stadt: Silbermedaille über 4-mal 100 Meter Lagen (mit Roland Matthes, Egon Henninger und Horst-Günter Gregor)

### Weiterer Werdegang
Frank Wiegand studierte Sportwissenschaften und wurde nach Ende seiner aktiven Laufbahn Schwimm-Cheftrainer des ASK Potsdam. Später wurde er versetzt und arbeitete im Bundesvorstand der DDR-Gewerkschaften FDGB. Nach dem Ende der DDR machte er sich als Immobilienmakler selbständig. Er lebt in Zeuthen bei Berlin.

## Auszeichnungen (Auswahl)
- 1962 und 1964: Vaterländischer Verdienstorden in Silber
- 1968: Vaterländischer Verdienstorden in Gold